# Kameliadamen
Kameliadamen è un cortometraggio muto del 1907 diretto da Viggo Larsen.
È la prima versione cinematografica del romanzo di Alexandre Dumas fils La signora delle camelie.
Il film è conosciuto fuori dai confini danesi con il titolo di Camille e segna l'esordio sullo schermo dell'attore Carl Alstrup, fratello di Oda Alstrup, l'interprete di Marguerite Gauthier.

## Produzione
Il film, un cortometraggio di 266 metri, fu prodotto dalla Nordisk Films Kompagni.

## Distribuzione
Il film uscì nelle sale cinematografiche danesi il 16 ottobre 1907, presentato in prima al Kosmorama di Copenaghen. Negli Stati Uniti venne importato e distribuito nel settembre 1908 dalla Great Northern Film Company con il titolo The Lady with the Camellias.